# Horistonotus tetraspilotus
Horistonotus tetraspilotus là một loài bọ cánh cứng trong họ Elateridae. Loài này được Guerin-Meneville miêu tả khoa học năm 1839.